# Bestwig
Bestwig est une commune de Rhénanie-du-Nord-Westphalie (Allemagne), située dans l'arrondissement du Haut-Sauerland, dans le district d'Arnsberg, dans le Landschaftsverband de Westphalie-Lippe.
On peut admirer, au sud de cette localité, les chutes de Plästerlegge, les plus hautes chutes de Rhénanie-du-Nord-Westphalie.